# Giro del Trentino 2002
Il Giro del Trentino 2002, ventiseiesima edizione della corsa, si svolse dal 25 al 28 aprile su un percorso di 695 km ripartiti in 4 tappe, con partenza ad Arco e arrivo a Lienz. Fu vinto dall'italiano Francesco Casagrande della Fassa Bortolo davanti al messicano Julio Alberto Pérez Cuapio e all'italiano Gilberto Simoni.

## Tappe
| Tappa  | Data      | Percorso                 | km    | Vincitore di tappa   | Leader cl. generale  |
| ------ | --------- | ------------------------ | ----- | -------------------- | -------------------- |
| 1ª     | 25 aprile | Arco > Arco              | 166   | Marco Zanotti        | Marco Zanotti        |
| 2ª     | 26 aprile | Arco > Lagundo           | 176,5 | Francesco Casagrande | Francesco Casagrande |
| 3ª     | 27 aprile | Foresta Lagundo > Coredo | 156,3 | Juan Manuel Gárate   | Francesco Casagrande |
| 4ª     | 28 aprile | Fondo > Lienz            | 196,8 | Félix Cárdenas       | Francesco Casagrande |
| Totale | Totale    | Totale                   | 695   |                      |                      |

## Dettagli delle tappe

### 1ª tappa
- 25 aprile: Arco > Arco – 166 km

| Pos. | Corridore      | Squadra       | Tempo    |
| ---- | -------------- | ------------- | -------- |
| 1    | Marco Zanotti  | Fassa Bortolo | 4h03'28" |
| 2    | Denis Zanette  | Fassa Bortolo | s.t.     |
| 3    | Alexandre Usov | Phonak        | s.t.     |

| Pos. | Corridore      | Squadra       | Tempo    |
| ---- | -------------- | ------------- | -------- |
| 1    | Marco Zanotti  | Fassa Bortolo | 4h03'23" |
| 2    | Denis Zanette  | Fassa Bortolo | a 2"     |
| 3    | Alexandre Usov | Phonak        | a 4"     |

### 2ª tappa
- 26 aprile: Arco > Lagundo – 176,5 km

| Pos. | Corridore                  | Squadra       | Tempo    |
| ---- | -------------------------- | ------------- | -------- |
| 1    | Francesco Casagrande       | Fassa Bortolo | 4h44'47" |
| 2    | Julio Alberto Pérez Cuapio | Panaria       | a 23"    |
| 3    | Gilberto Simoni            | Saeco         | a 38"    |

| Pos. | Corridore                  | Squadra       | Tempo    |
| ---- | -------------------------- | ------------- | -------- |
| 1    | Francesco Casagrande       | Fassa Bortolo | 8h48'11" |
| 2    | Julio Alberto Pérez Cuapio | Panaria       | a 25"    |
| 3    | Gilberto Simoni            | Saeco         | a 42"    |

### 3ª tappa
- 27 aprile: Foresta Lagundo > Coredo – 156,3 km

| Pos. | Corridore            | Squadra       | Tempo    |
| ---- | -------------------- | ------------- | -------- |
| 1    | Juan Manuel Gárate   | Lampre-Daikin | 3h56'02" |
| 2    | Stefano Garzelli     | Mapei         | a 28"    |
| 3    | Francesco Casagrande | Fassa Bortolo | s.t.     |

| Pos. | Corridore                  | Squadra       | Tempo     |
| ---- | -------------------------- | ------------- | --------- |
| 1    | Francesco Casagrande       | Fassa Bortolo | 12h44'40" |
| 2    | Julio Alberto Pérez Cuapio | Panaria       | a 28"     |
| 3    | Gilberto Simoni            | Saeco         | a 45"     |

### 4ª tappa
- 28 aprile: Fondo > Lienz – 196,8 km

| Pos. | Corridore        | Squadra        | Tempo    |
| ---- | ---------------- | -------------- | -------- |
| 1    | Félix Cárdenas   | Cage Maglierie | 5h18'23" |
| 2    | Michele Scarponi | Acqua & Sap.   | s.t.     |
| 3    | Andrei Teteriouk | CCC-Polsat     | a 3"     |

| Pos. | Corridore                  | Squadra       | Tempo     |
| ---- | -------------------------- | ------------- | --------- |
| 1    | Francesco Casagrande       | Fassa Bortolo | 18h03'06" |
| 2    | Julio Alberto Pérez Cuapio | Panaria       | a 28"     |
| 3    | Gilberto Simoni            | Saeco         | a 45"     |

## Classifiche finali

### Classifica generale
| Pos. | Corridore                  | Squadra                  | Tempo     |
| ---- | -------------------------- | ------------------------ | --------- |
| 1    | Francesco Casagrande       | Fassa Bortolo            | 18h03'06" |
| 2    | Julio Alberto Pérez Cuapio | Ceramiche Panaria-Fiordo | a 28"     |
| 3    | Gilberto Simoni            | Saeco                    | a 45"     |
| 4    | Peter Luttenberger         | Tacconi Sport-Emmegi     | a 53"     |
| 5    | Stefano Garzelli           | Mapei-Quick Step         | a 56"     |
| 6    | Tadej Valjavec             | Fassa Bortolo            | a 1'02"   |
| 7    | Faat Zakirov               | Ceramiche Panaria-Fiordo | s.t.      |
| 8    | Andrei Teteriouk           | CCC-Polsat               | a 1'10"   |
| 9    | Gerhard Trampusch          | Mapei-Quick Step         | a 1'21"   |
| 10   | Massimo Codol              | Lampre-Daikin            | a 1'26"   |